# Зв'ягино (Опочецький район)
Зв'ягино (рос. Звягино) — присілок в Опочецькому районі Псковської області Російської Федерації.
Населення становить 57 осіб. Входить до складу муніципального утворення Пригородна волость.

## Історія
Від 2015 року входить до складу муніципального утворення Пригородна волость.

## Населення
| 2001 | 2002 | 2010 | 2012 | 2013 | 2014 | 2015 |
| ---- | ---- | ---- | ---- | ---- | ---- | ---- |
| 94   | ↘86  | ↘81  | ↘66  | ↘63  | ↘61  | ↘57  |
| 2016 |      |      |      |      |      |      |
| →57  |      |      |      |      |      |      |